# 구다라군
구다라군(일본어: 百済郡 구다라노코리[*])은 셋쓰국의 군이었다.
구다라군은 백제의 왕자인 풍왕과 선광왕이 백제의 멸망 이후 일본에 거주하게 되면서 생긴 군이다.
군의 설치에는 백제왕족 및 다수의 백제 난민의 존재로 인해 설치된 것으로 추정되며, 당시의 일본은 백제로부터의 난민을 적극적으로 받아들여 가능한 한 한곳에 모아 거주시키고 있었으며, 그 인원수가 많아졌기 때문에 군의 신설이 행해졌다.